# Aleiodes heterostigma
Aleiodes heterostigma är en stekelart som först beskrevs av Stelfox 1953.  Aleiodes heterostigma ingår i släktet Aleiodes och familjen bracksteklar. Inga underarter finns listade i Catalogue of Life.